# Plasa Râșcanu, județul Lăpușna
Plasa Râșcanu a fost o unitate administrativ-teritorială din județul Lăpușna creată în anul 1918, după unirea Basarabiei cu România. Ulterior, a suferit modificări teritoriale în anul 1925 când a fost implementată Legea de unificare administrativă pentru întregul Regat al României, înlocuind specificul organizărilor anterioare din din perioada țaristă.
În 1929 plasa a fost desființată, fiind înlocuită cu plășile Chișinău.

## Localități (1925-1929)
| Comună             | Localități            | Amplasarea actuală        |
| ------------------ | --------------------- | ------------------------- |
| 1. Budești         |                       |                           |
| Budești            | Budești, Chișinău     |                           |
| Buga               | Dolinnoe, Criuleni    |                           |
| Cheltuitori        | Cheltuitori, Chișinău |                           |
| Ciocana-Veche      | Ciocana               |                           |
| Colonița           | Colonița, Chișinău    |                           |
| Cruzești           | Cruzești, Chișinău    |                           |
| Fundu-Togatinului  | Togatinului           |                           |
| Maximeni           | Maximeni              |                           |
| Movileni           | Movileni              |                           |
| Togatin            | Tohatin, Chișinău     |                           |
| Valea-Coloniței    | Valea                 |                           |
| Valea-Paladi       | Desființat            |                           |
| Valea-Satului      | Valea                 |                           |
| 2. Bubueci         |                       |                           |
| Bâc                | Bâc                   |                           |
| Broasca            | Broasca               |                           |
| Bubueci            | Bubuieci, Chișinău    |                           |
| Ciocana-Nouă       | Ciocana               |                           |
| Hatmana            | Hatmana               |                           |
| Otovasca           | Otovasca              |                           |
| 3. Bălăbănești     |                       |                           |
| Bălăbănești        | Bălăbănești, Criuleni |                           |
| Mălăești           | Mălăiești, Criuleni   |                           |
| 4. Ciopleni        |                       |                           |
| Ciopleni           | Ciopleni, Criuleni    |                           |
| Grușeva            | Grușeva               |                           |
| Petros             | Petros                |                           |
| 5. Cimișeni        | Cimișeni              | Cimișeni, Criuleni        |
| 6. Cojușna         | Cojușna               | Cojușna, Strășeni         |
| 7. Corjeva         | Corjeva               | Corjeva                   |
| 8. Crișana         |                       |                           |
| Cioara             | Cioara                |                           |
| Ciocana-Veche      | Ciocana               |                           |
| Crișana            | Crișana               |                           |
| Goiana-Nouă        | Goiana                |                           |
| Stăvilarii-Noui    | Stăvilarii            |                           |
| 9. Dubăsari        | Dubăsari              | Dubăsarii Vechi, Criuleni |
| 10. Drăsliceni     |                       |                           |
| Drăsliceni         | Drăsliceni, Criuleni  |                           |
| Logănești          | Logănești, Criuleni   |                           |
| Măgdăcești         | Măgdăcești, Criuleni  |                           |
| Micăuți            | Micăuți, Strășeni     |                           |
| 11. Grățiești      |                       |                           |
| Ghidighici         | Ghidighici, Chișinău  |                           |
| Grajduri           | Grajduri              |                           |
| Grățiești          | Grătiești, Chișinău   |                           |
| Hulboaca           | Hulboaca, Chișinău    |                           |
| 12. Mereni         |                       |                           |
| Chetros            | Chetrosu, Anenii Noi  |                           |
| Chetros-pe-Bâc     | Chetros               |                           |
| Chirca             | Chirca, Anenii Noi    |                           |
| Humuleștii-Mici    | Humulești, Chișinău   |                           |
| Mereni             | Mereni, Anenii Noi    |                           |
| Merenii-Gara       | Mereni                |                           |
| Petricica          | Petricica             |                           |
| 13. Negrești       | Negrești              | Negrești                  |
| 14. Rădeni         |                       |                           |
| Beliești           | Beliești              |                           |
| Rădeni             | Rădeni, Strășeni      |                           |
| Zamoși             | Zamciogi, Strășeni    |                           |
| 15. Trușeni        | Trușeni               | Trușeni                   |
| 16. Vadul-lui-Vodă |                       |                           |
| Bălțata            | Bălțata, Criuleni     |                           |
| Gândac             | Gândac                |                           |
| Vadu-lui-Vodă      | Vadul lui Vodă        |                           |